# Carlo Maria Tallarigo
Carlo Maria Tallarigo (Motta Santa Lucia, 2 luglio 1832 – Napoli, 7 dicembre 1889) è stato un letterato e presbitero italiano.

## Biografia
Visse la sua infanzia a Conflenti con i genitori Francesco e Maria Antonia Volpe. Studiò nel seminario vescovile di Nicastro dove si formò al sacerdozio ed ebbe come compagni Francesco Fiorentino, Pietro Ardito, Antonio Paola.
Fu professore di letterature latine e greche, poi di filosofia ed infine di letteratura italiana a Spoleto. L'arcivescovo di Spoleto Giovanni Battista Arnaldi, lo sospese “a divinis” per idee reazionarie e illiberali. Tallarigo abbandonò il sacerdozio e sposò Alda Carosio. 
In seguito, trasferitosi a Napoli, insegnò lettere nel liceo Genovesi e ricoprì la cattedra di Lettere Italiane nella facoltà di Lettere.

## Opere
- L'arcivescovo di Spoleto e i professori calabresi rivelazioni e considerazioni pel professore Carlo Maria canonico Tallarigo, Spoleto, Dalla tipografia Bossi, e Bassoni, 1861. URL consultato il 13 ottobre 2021.
- Antologia Greca a cura di P. Ardito e C.M. Tallarigo. Foligno, 1866
- Giovanni Gioviano Pontano - Discorso Accademico Foligno, 1868
- Giovanni Pontano e i suoi tempi Napoli, Morano, 1874
- Storia della letteratura italiana Napoli, Morano, 1877
- In morte di Vittorio Emanuele 2 Napoli, Morano 1878
- Nel trigesimo della morte di Carlo Calabria : commemorazione Napoli, Morano 1879
- Per l'inaugurazione della Società degl'Istitutori Italiani : discorso Napoli, Morano 1880
- Nuova Crestomazia Italiana  Napoli, 1886.
- Giano Anisio Napoli, 1887.